# Базарный Карабулак
База́рный Карабула́к — посёлок городского типа, районный центр Базарно-Карабулакского района Саратовской области России. Образует Базарно-Карабулакское муниципальное образование со статусом городского поселения как единственный населённый пункт в его составе.
Расположен на севере области в долине реки Карабулак. Население — 9134 чел. (2021). Вместе с селом Лесная Неёловка и пгт Свободный образует агломерацию, население которой превышает 12 тыс. человек.

## История Карабулака
Люди на территории Базарно-Карабулакского района появились около 13 тысяч лет назад, что подтверждается бронзовыми мечами и наконечниками, найденными у села Шняево.
До XVII века племена мордвы занимались бортничеством и охотой, татары. Самое крупное становье располагалось между ОАО «Базкомплект» и вспомогательной школой. Там было обнаружено татарское кладбище с памятными камнями на могилах.
Отсюда и татарское название Карабулак, что означает: кара — «черный», булак — «ручей».
Районный центр — посёлок Базарный Карабулак — возник как сторожевой пост в 1692 году. В конце XVII века для обороны Российского государства создавались засечные линии, укреплённые стенами с башнями, крепости и отдельные сторожевые посты на пути возможного проникновения кочевников с юга и юго-востока. Солдатам на сторожевых постах разрешалось заниматься хлебопашеством, обзаводиться семьями и домашним скотом. Так возникло сельцо Никольское в районе больницы — первоначальное селение, давшее затем жизнь Базарному Карабулаку. Наибольшее развитие и значимость село Карабулак приобрело к концу XIX века, когда оно становится самым оживлённым торговым центром как для севера Саратовского уезда, так и для ближайших волостей Петровского, Кузнецкого и Вольского уездов. На проходившие ежедневно базары съезжались до 11000 подвод, а в отдельные ярмарочные дни гораздо больше. Тогда же село получило своё полное название — Базарный Карабулак. Вместе со считавшимся отдельно селом Завьяловка в Базарном Карабулаке к началу XX века насчитывалось более 7 тыс. жителей.
Помимо торгового дела основным занятием карабулакцев было кожевенное производство. К концу XIX века в Базарном Карабулаке было около 170 кустарных кожевенных мастерских. Кроме того в селе работали 2 паровые и несколько водяных мельниц, маслобойни и гончарные мастерские.
В 1895 году в село пришла железная дорога. 1 сентября 1895 года от станции Карабулак, построенной в 7-ми верстах от села отошёл первый поезд. В этот день была сдана в эксплуатацию 2 очередь линии Аткарск — Привольская, соединившей север Саратовской губернии как с Москвой, так и с городом Вольском — крупной волжской пристанью.
С 23 июля 1928 года Базарный Карабулак — центр Базарно-Карабулакского района Вольского округа Нижне-Волжского края (с 1936 года — в Саратовской области).
В декабре 1939 года указом Президиума Верховного Совета РСФСР Базарному Карабулаку присвоен статус рабочего посёлка.

Памятник воинам ВОВ

## Население
| 1939  | 1959  | 1970  | 1979  | 1989    | 2002    | 2009    |
| ----- | ----- | ----- | ----- | ------- | ------- | ------- |
| 7264  | ↗8033 | ↗8921 | ↘8655 | ↗10 320 | ↗10 467 | ↘10 313 |
| 2010  | 2011  | 2012  | 2013  | 2014    | 2015    | 2016    |
| ↘9846 | ↗9856 | ↗9889 | ↘9841 | ↘9806   | ↘9760   | ↘9722   |
| 2017  | 2018  | 2019  | 2020  | 2021    |         |         |
| ↘9641 | ↘9497 | ↘9404 | ↗9407 | ↘9134   |         |         |

## Транспорт
Базарный Карабулак соединён автомобильными трассами с областным центром — Саратовом, соседними районными центрами — п. г. т. Новые Бурасы и селом Балтай, а также с городом Вольском и Камешкирским районом Пензенской области. Имеется железнодорожная станция Карабулак и станция Высотная на однопутной неэлектрифицированной линии Аткарск — Сенная. Аэропорт местной и сельскохозяйственной авиации в настоящее время не действует.
В Базарном Карабулаке до 2016 года работало АТП (находится в стадии ликвидации в связи с банкротством) осуществляющее автобусное движение по внутрипоселковым, внутрирайонным и межрайонным маршрутам.
Внутри посёлка работают два маршрута.

## Экономика
С середины XIX века Карабулак становится крупным центром торговли, в 1839 году — волостным селом с волостным правлением и старшиной. Дороги — тракты, вымощенные камнем, шли от Базарного Карабулака на Саратов, Вольск, Хватовку и Балтай. Лесом, зерном и сеном торговали в районе нынешних улиц Чкалова, Сакко и Ванцетти, Пугачёвской. Гончарные, бакалейные изделия, продовольственные товары продавались в торговых рядах, в лавках и магазинах в центре села, там, где сейчас находятся школа искусств, аптека, администрация, почта.
Во второй половине XIX века в Базарном Карабулаке появляются кожевенный и поташный заводы, многочисленные артели скорняков, красителей, швецов, артели кузнецов, кровельщиков, мукомолов, плотников, столяров. В 1892 году в Карабулаке действовало 4 мельницы, а в начале XX века — уже 8. В 1879 году начал работать кирпичный завод, в 1885 году — стекольный (Хватовка). В 1895 году по территории района прошла железнодорожная ветка Аткарск — Вольск.
Сейчас в посёлке работают десятки предприятий, организаций и учреждений. Самыми крупными являются кирпичный завод и лесхоз, ООО «Сандугач», ООО «Базарно-Карабулакский консервный завод» (сайт завода www.karabuel.com), молочный завод, ЗАО «Тракт», ОАО «Базарно-Карабулакская ПМК-2», ОАО «Саратовэнерго».
Предприятия райцентра выпускают кирпич, бетонно-керамзитовые блоки, деревянные домики, дверные и оконные блоки, столярные изделия. Продовольственный комплекс производит хлеб, яйца и мясо птиц, масло, сметану, сыр, колбасы. Базарный Карабулак также славится своим картофелем. Консервный завод производит икру кабачковую из местных кабачков, напиток тыквенный из местной тыквы, а также другую овощную консервацию — капустные закуски и солянки, томатные соусы, гороховые и фасолевые закуски, известные не только в области, но и по всей России.

## Культура
В середине XIX века в Карабулаке была открыта церковно-приходская школа, находившаяся в сторожке Казанской церкви (близ нынешней типографии), в ней училось около 20 учеников. В 1869 году открылась земская начальная школа, которая размещалась в двухэтажном деревянном здании (на месте СОШ № 2). В 1893 году в селе открывается третья начальная школа, которая была построена на средства рабочих и служащих кожевенного завода. В 1915 году в Карабулаке открыто училище с семилетним сроком обучения.
В предвоенные годы открылся детский сад «Светлячок» 1934 год, школа десятилетка 1935 год, образован лесхоз 1936 год, автотранспортное предприятие 1938 год и открыт детский дом-интернат 1939 год. Указом Президиума Верховного Совета РСФСР в декабре 1939 года Базарный Карабулак переведен в положение рабочего поселка. В поселке строились школы, больница, открылось сельское профтехучилище, дом культуры.
Более 380 детей обучаются в детской школе искусств, которая в 1997 году отметила свой 30-летний юбилей. В 1995 году в посёлке был открыт районный музей истории и краеведения. Очень перспективная школа бокса, благодаря тренеру Головкину С. П. дети выигрывали первые и призовые места в таких соревнованиях как: Первенство Приволжского Федерального округа по боксу, первенство Российской Федерации по боксу.

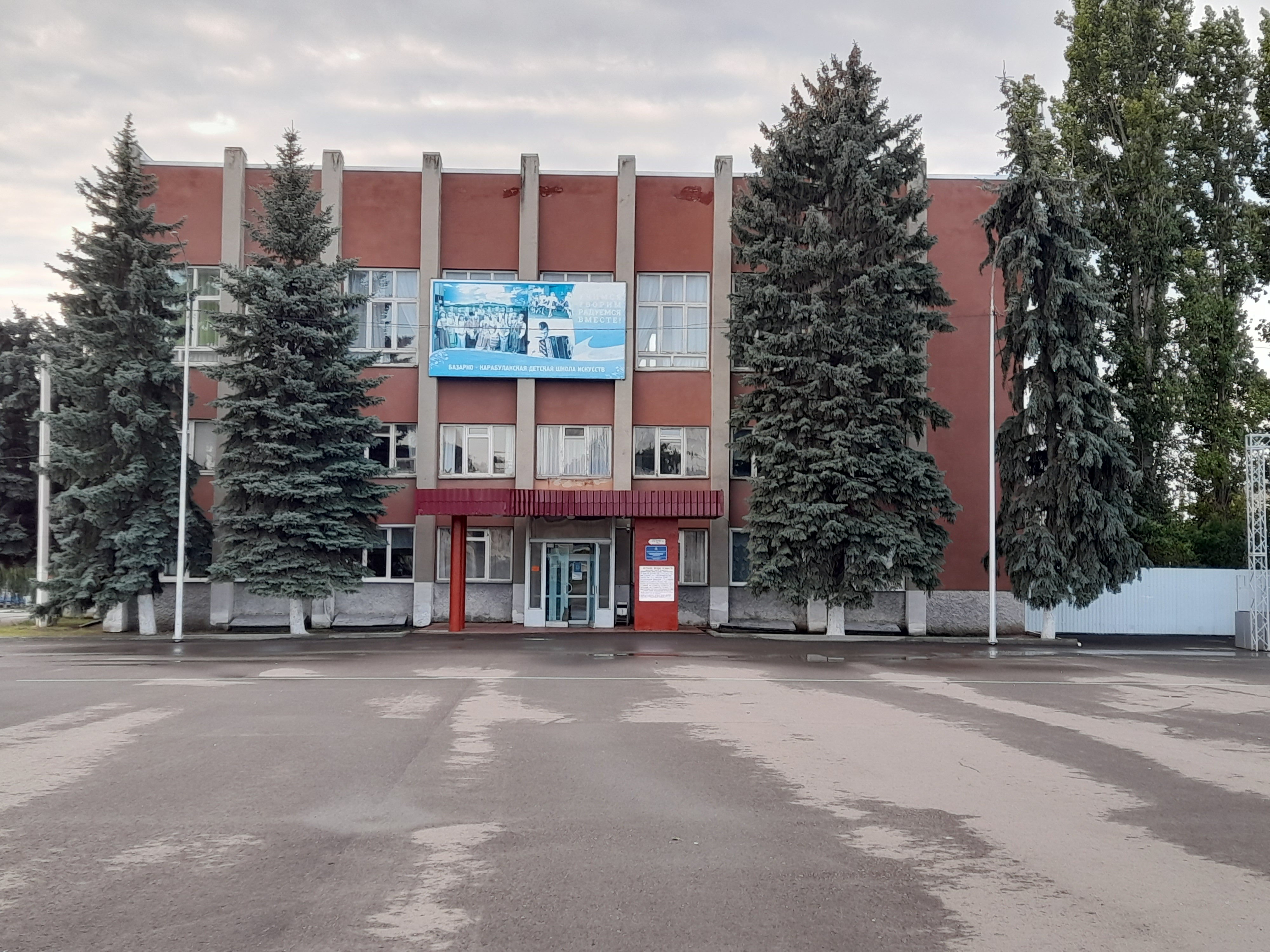
Детская школа искусств
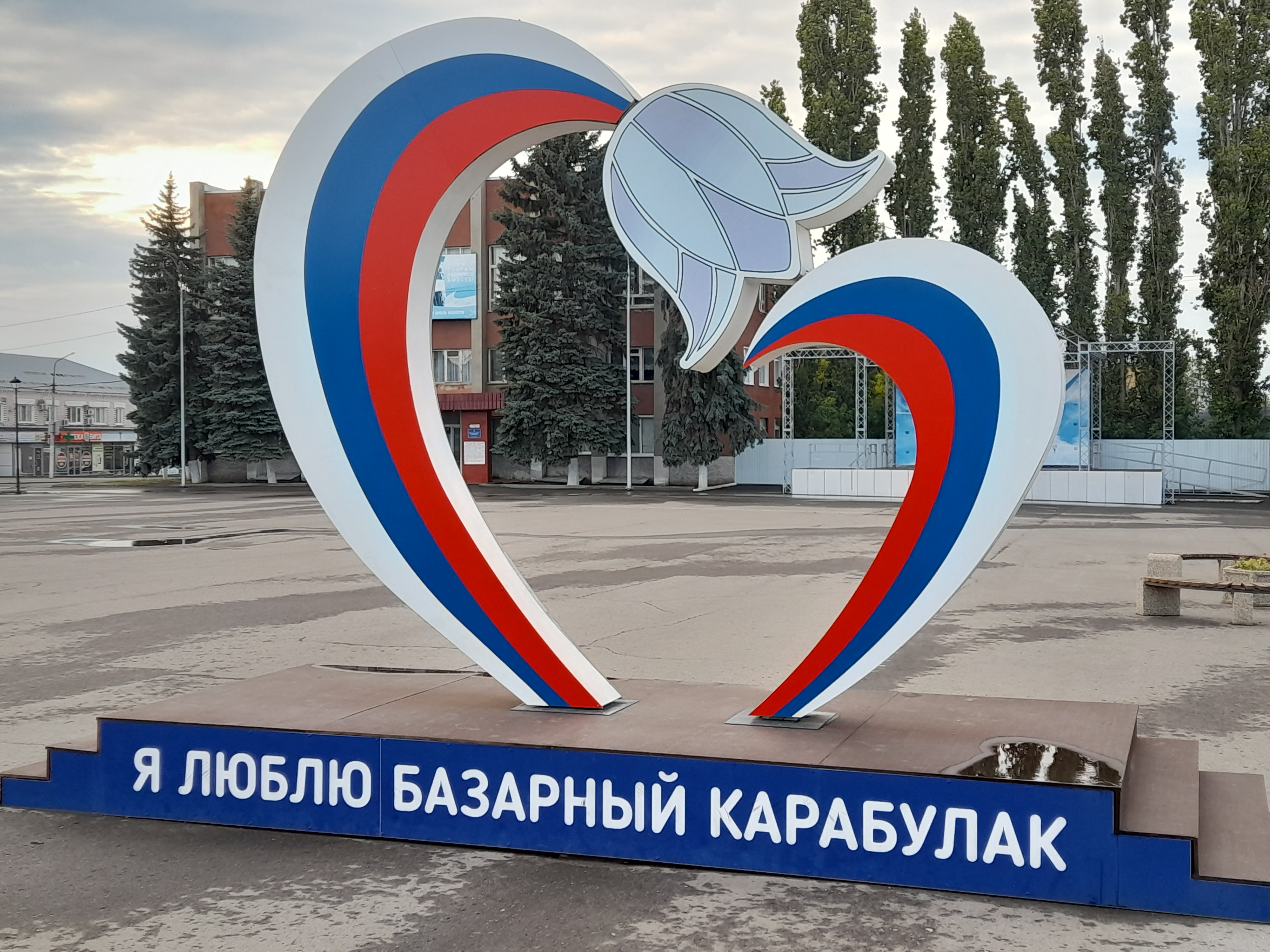
Артобъект Я люблю Базарный Карабулак

## Известные жители
- Голубчик, Марк Михайлович (ученый).
- Харитонов, Александр Иванович (02.09.1927—10.10.2001) — Герой Социалистического Труда, родился в селе.